# Škola ro(c)ku
Škola ro(c)ku (v originále School of Rock) je komediální film z roku 2003 s Jackem Blackem v hlavní roli. Vypráví příběh neúspěšného rockera Dewey Finna, který se nechá zaměstnat jako suplující učitel na prestižní soukromé základní škole a snaží se vytvořit ze své třídy rockovou skupinu, která by mu pomohla vyhrát soutěž rockových kapel.
Film byl napsán přímo pro Blacka Mikem Whitem a režírovaný Richardem Linklaterem, který osobně poznal okolo 300–500 z odhadem 10 000 dětí, které prošly konkursem. School of Rock uvádí hudební talent porovnatelný se zázračnými dětmi od herců od 10 do 14 let, kteří hrají na kytaru, bubny a klávesy vedle opravdových zpěváků.
Film byl velmi dobře přijatý kritiky, získal 91% od Rotten Tomatoes.

## Obsazení
| Jack Black          | Dewey Finn                   |
| Joan Cusacková      | Rosalie "Roz" Mullins        |
| Mike White          | Ned Schneebly                |
| Sarah Silvermanová  | Patty Di Marco               |
| Miranda Cosgroveová | Summer "Tinkerbell" Hathaway |
| Joey Gaydos Jr.     | Zack "Zack-Attack" Mooneyham |
| Kevin Clark         | Freddy "Spazzy McGee" Jones  |
| Rebecca Brown       | Katie "Posh Spice"           |
| Robert Tsai         | Lawrence "Mr. Cool"          |
| Maryam Hassan       | Tomika "Turkey Sub"          |
| Aleisha Allen       | Alicia "Brace Face"          |
| Caitlin Hale        | Marta "Blondie"              |
| Brian Falduto       | Billy "Fancy Pants"          |
| Zachary Infante     | Gordon "Roadrunner"          |
| James Hosey         | Marco "Carrot Top"           |
| Angelo Massagli     | Frankie "Tough Guy"          |
| Cole Hawkins        | Leonard "Short Stop"         |
| Jordan-Claire Green | Michelle                     |
| Veronica Afflerbach | Eleni                        |
| Adam Pascal         | Theo                         |
| Lucas Babin         | Spider                       |
| Lucas Papaelias     | Neil                         |
| Frank Whaley        | Battle of the Bands Director |